# Artur Gold

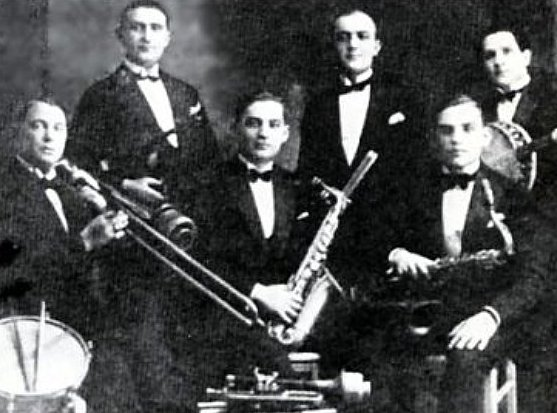
Die Gold-Petersburski-Band (oben links Artur Gold)

Artur Gold (* 17. März 1897 in Warschau, Russisches Kaiserreich; † 1943 im Vernichtungslager Treblinka) war ein in Polen bekannter Komponist, Violinist und Orchesterleiter jüdischer Herkunft.

## Leben
Golds Eltern hießen Michał und Helena Melodysta. Über Golds Leben vor 1922 ist wenig bekannt. Fest steht, dass er nach dem Tod des Vaters einige Jahre in England verbrachte, dort seine musikalische Ausbildung fortsetzte und offenbar auch erstmals mit der ab 1918 immer stärker in Erscheinung tretenden Jazzmusik in Berührung kam. Er soll zu dieser Zeit auch in englischen Tanzkapellen mitgewirkt haben, mit denen er vermutlich auch Schallplatten aufnahm. Nach seiner Rückkehr nach Warschau gründete er 1922 mit seinem Cousin Jerzy Petersburski eine Jazz-Band, das Petersburski & Gold Orchester. Mit diesem Orchester wurde er in Polen sehr bekannt und machte zwischen 1926 und 1930 in Warschau Aufnahmen für Efte und Syrena Rekord (später, ab 1929 Syrena-Electro). 1929 expandierte der deutsche Lindström-Konzern, welcher bis dahin in Polen lediglich mit dem Schallplattenlabel Beka vertreten war. Die Labels Odeon und Parlophon wurden zusätzlich eingeführt (später auch Columbia) und eigene Aufnahmestudios in Warschau eröffnet. Gerade in den frühen Jahren wechselten die Hauskapellen der polnischen Odeon und Parlophon ständig. In die Vielzahl der Hauskapellen (u. a. unter Leitung von Henryk Wars, Iwo Wesby, Zygmunt Karasiński und Józef Zuck, Władysław Eiger, Arkadi Flato und schließlich bis zu Kriegsbeginn Jerzy Gert) reihte sich für einen kurzen Zeitraum zwischen 1931 und 1932 auch die Kapelle Artur Golds und Jerzy Petersburskis ein. 1929 trat Artur Gold im Restaurant Adria auf. Er lebte ab 1929 in Warschau und trat mit seinen Brüdern Adam und Henryk, die auch Musiker waren, auf. 1940 war er gezwungen, ins Warschauer Ghetto zu ziehen; dort trat er im Nowoczesna-Restaurant auf.
Das Orchester von Artur Gold und Jerzy Petersburski zählte zu den frühesten nach amerikanischem Vorbild ausgerichteten Tanzkapellen Polens. Zur Besetzung gehörten wohl bis etwa 1929 Jerzy Petersburski (Klavier, Leitung), Artur Gold (Violine, Leitung), Bronisław Bykowski (Violine), Bazyli Jakowenko (Kontrabass/Tuba), zwei unbekannte Trompeter, ein Posaunist, Franciszek Witkowski (Alt-Saxophon/Klarinette), ein weiterer unbekannter Tenor-Saxophonist und Klarinettist, Leon Szulc (Banjo) und Kazimierz Roczyński (Schlagwerk). Franciszek Witkowski war später auch Mitglied bei der Jazzband von Julian Front und dem Syrena-Rekord Tanzorchester unter Leitung von Henryk Wars (ab 1931) und leitete in den späten 30er Jahren auch eine eigene Tanzkapelle. Die Orchesterbesetzung der Gold/Petersburski-Band zur Zeit bei der Odeon-Schallplattengesellschaft war vermutlich bereits eine andere. Der genaue Personalwechsel kann heutzutage allerdings nicht mehr nachvollzogen werden.
Das Orchester nahm alle Formen damals populärer Tanzmusik auf. In den frühen Jahren speziell Foxtrots und Charlestons, später aber auch viele Tangos und ab Anfang der 1930er Jahre auch einige Rumbas. Die Musiker verfügten über Jazzambitionen, welche aber nur gelegentlich in Form kurzer improvisierter Soli zur Geltung kommen. Artur Gold und Jerzy Petersburski komponierten auch ihre eigene Erkennungsmelodie, den Foxtrot "Gdy Petersburski z Goldem gra" ("Wenn Petersburski mit Gold zusammen spielt"), welchen sie auch 1926 für Syrena-Record in Warschau auf Schallplatte aufnahmen (Matrizen-Nummer: 17815, keine Bestellnummer). Neben seinen Schallplattenaufnahmen war das Orchester vor allem durch seine regelmäßigen Auftritte im renommierten Warschauer Nachtlokal "Oaza" in den 1930er Jahren bekannt. Beide Kapellmeister waren zudem berühmte Schlagerkomponisten im Polen der Vorkriegszeit. Petersburskis "Tango milonga" aus dem Jahre 1929 wurde unter dem Titel Oh, Donna Clara zum Welthit, aber auch Artur Gold landete mit Liedern wie beispielsweise dem Blues Gdy zakwitną bzy oder dem Foxtrot Chodź na Pragę große Erfolge. In polnischen Revueprogrammen der 1920er und 1930er Jahre beispielsweise, werden Gold und Petersburski überdurchschnittlich oft als Komponisten aufgeführt.

## Aufenthalt in Treblinka
1942 wurde Artur Gold ins Vernichtungslager Treblinka deportiert. Kurt Franz, der stellvertretende Lagerleiter, sah ihn mit seiner Geige bei seiner Ankunft im Vernichtungslager und zwang den Berufsmusiker, ein Orchester zu bilden. Für das aus bis zu zehn Musikern bestehende Häftlingsorchester unter der Anleitung von Gold gab es Übungsstunden, zu denen die Musiker von jeder Arbeit befreit waren. Sie trugen später eine frackähnliche Einheitsbekleidung aus weißer und blauer Seide mit einer übergroßen Fliege.
In den ersten Wochen des Lagers spielte das Orchester in der Nähe der Gaskammer flotte Operettenmelodien, um die Schreie der in den Gaskammern befindlichen Opfer zu übertönen, was danach abgestellt wurde. Eingesetzt wurde es zu Abendappellen mit Märschen und polnischen und jiddischen Liedern. 1943 traten die Musiker bei Boxkämpfen, kleinen Schauspielstücken und Tanzvorführungen im Lager auf. Unter den Musikern mit Gold war auch der 14-jährige Ziehharmonikaspieler Edek.
Kurt Franz zwang Gold, nachdem ein Lied von Walter Hirsch getextet worden war, die Melodie zur sog. Treblinka-Hymne Fester Tritt zu komponieren. Dieses Lied musste nach dem Appell, beim Abmarsch zur Arbeit, bei der Rückkehr zwei- bis dreimal und beim Abendappell erneut von den Häftlingen gesungen werden.
Festen Schritts und Tritts und den Blick geradeaus,

immer mutig und froh in die Welt geschaut,

marschiert die Kolonne zur Arbeit.

Für uns gilt heute nur Treblinka,

das unser Schicksal ist.

Darum haben wir uns auf Treblinka

umgestellt nach kurzer Frist.

Wir hören den Ton der Kommandanten.

und folgen ihnen auf den Wink

und geh'n in Schritt und Tritt zusammen

für alles, was die Pflicht von uns verlangt.

Die Arbeit soll uns alles hier bedeuten

und auch Gehorsamkeit und Pflicht,

wir wollen weiter, weiter leisten,

bis uns das kleine Glück auch einmal winkt.
Wenige Wochen bevor die SS das Lager Treblinka 1943 aufgab, anschließend abbaute und versuchte, Spuren zu verwischen, wurde Gold 1943 ermordet.